# MS Oasis of the Seas
M/S Oasis of the Seas er et krydstogtskib i Oasis-klassen, og er sammen med søsterskibet Allure of the Seas verdens største. Hun er bygget af STX Finland Cruise i Pernovarvet i Åbo 2009 for Royal Caribbean International. Oasis of the Seas sejlede sin jomfrurejse fra Fort Lauderdale i Florida til Bahamas i december 2009. Søsterskibet Allure of the Seas søsattes lige efter, at Oasis of the Seas kom frem til Fort Lauderdale. Skibet sejler på to ruter i det østlige og vestlige Caribien.

## Destinationer
Her er nogle af Oasis destinationer.
- Labadee, Haiti
- Falmouth, Jamaica
- Cozumel, Mexiko
- Nassau, Bahamas
- Charlotte Amalie, Amerikanske Jomfruøer
- Philipsburg, Sint Maarten